# فرانك أ. ألكسندر
فرانك أ. ألكسندر (بالإنجليزية: Frank A. Alexander)‏ هو مدرب خيول أمريكي، ولد في 18 أكتوبر 1937 في غلين كوف في الولايات المتحدة.